# Lucio Giulio Cesare (console 64 a.C.)
Lucio Giulio Cesare  (in latino Lucius Iulius Caesar; 110 a.C. – 43 a.C.) è stato un politico romano.

## Biografia
Fratello di Giulia Antonia (la madre di Marco Antonio), fu a sua volta console, come l'omonimo padre, nel 64 a.C. Durante un dibattito in Senato in cui si discuteva sulle pene da dare ai cospiratori di Catilina, si dichiarò favorevole alla loro condanna a morte, sebbene tra questi si trovasse il suo cognato Publio Cornelio Lentulo Sura.
Terminato il suo mandato da console, si fece augure. Nel 52 a.C. lavorò come legatus in Gallia per suo cugino Gaio Giulio Cesare. Dopo la conquista della Gallia, quando Giulio Cesare varcò il Rubicone, si schierò con suo cugino contro Pompeo e gli optimates, anche se sembra che non prese effettivamente parte alla guerra vera e propria.
Dopo la battaglia di Farsalo, Lucio restò a Roma, ma era troppo vecchio per poterla gestire, e l'assassinio di Cesare del 44 a.C. precipitò le cose: non sapendo da che parte schierarsi, preferì ritirarsi a vita privata a Napoli, dove tuttavia restò poco tempo, finendo poi per tornare a Roma. Qui sostenne il partito di Marco Tullio Cicerone, anche se mantenne il suo rifiuto ad una guerra civile contro Marco Antonio, pur dichiarandolo nemico dello stato.
Questa sua posizione gli costò cara: il secondo triumvirato lo dichiarò “proscritto”. Si ritirò quindi a casa della sorella Giulia, dove morì attorno al 43 a.C.